# Іларіон Макаріопольський
Иларион Макариопольский (у світі болг. Стоян Стоянов Михайловськи; 1812–1875) — єпископ Константинопольського Патріархату болгарського походження, єпископ Макаріопольський (село, нині на території Тирговиштська області Болгарії); з квітня 1860 а діяч Болгарської схизми, згодом митрополит Тирновська (в схизми). Анафема накладена собором в Константинополі в травні 1872.
Один з лідерів ріннього періоду болгарського Національного Відродження.

## Життєпис
Народився у 1812 році в оттоманському місті з болгарським населенням Єлена в знатній сім'ї, що має грузинське коріння.
Закінчивши початкову школу в рідному місті, продовжив навчання в грецькій школі в місті Арбанасі. В 1832 у взяв чернечий постриг в Хіландарський монастирі (Афон), де поклав на себе турботу про ув'язненого там Неофита Бозвелі, одного з керівників руху національно-просвітницького і духовного відродження Болгарії. Продовжив навчання в школі Теофілоса Каіріса, а також три роки навчався в Афінській гімназії.
Був близьким приятелем і сподвижником Георги Раковски. Брав активну участь у діяльності Македонського революційного суспільства. З 1844 року, спільно з неофітом Бозвелі, учасник церковно-національної боротьби болгар; в 1845–1850 роках, в результаті тиску російських дипломатів на османський уряд, був ув'язнений на Афоні.
Після установи Портою Болгарської екзархії (1870) став членом Тимчасової змішаної екзархійскої ради та першого Синоду. З 1872 року — митрополит Тирновська.
Синод Вселенської Патріархії 13 — 15 травня 1872 року позбавив сану екзарха Антіма I, відлучив від церкви тих архиєреїв, що долучилися до нього, а єпископа Іларіона Макаріопольського прокляв у вічній анафемі.
Помер в 1875 році; похований у дворі церкві Стефана в Константинополі.

## Галерея

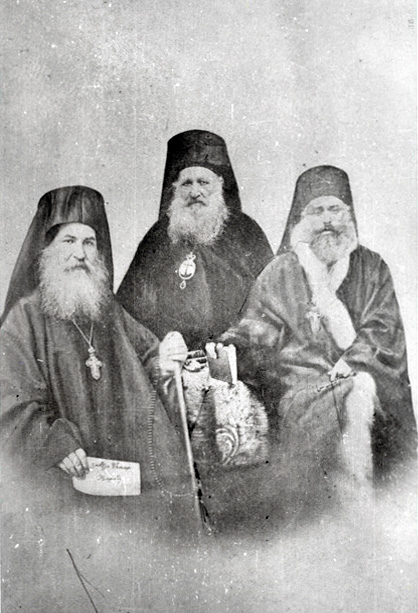
Иларион Макариополски, Авксентий Велешки, Паисий Пловдивски
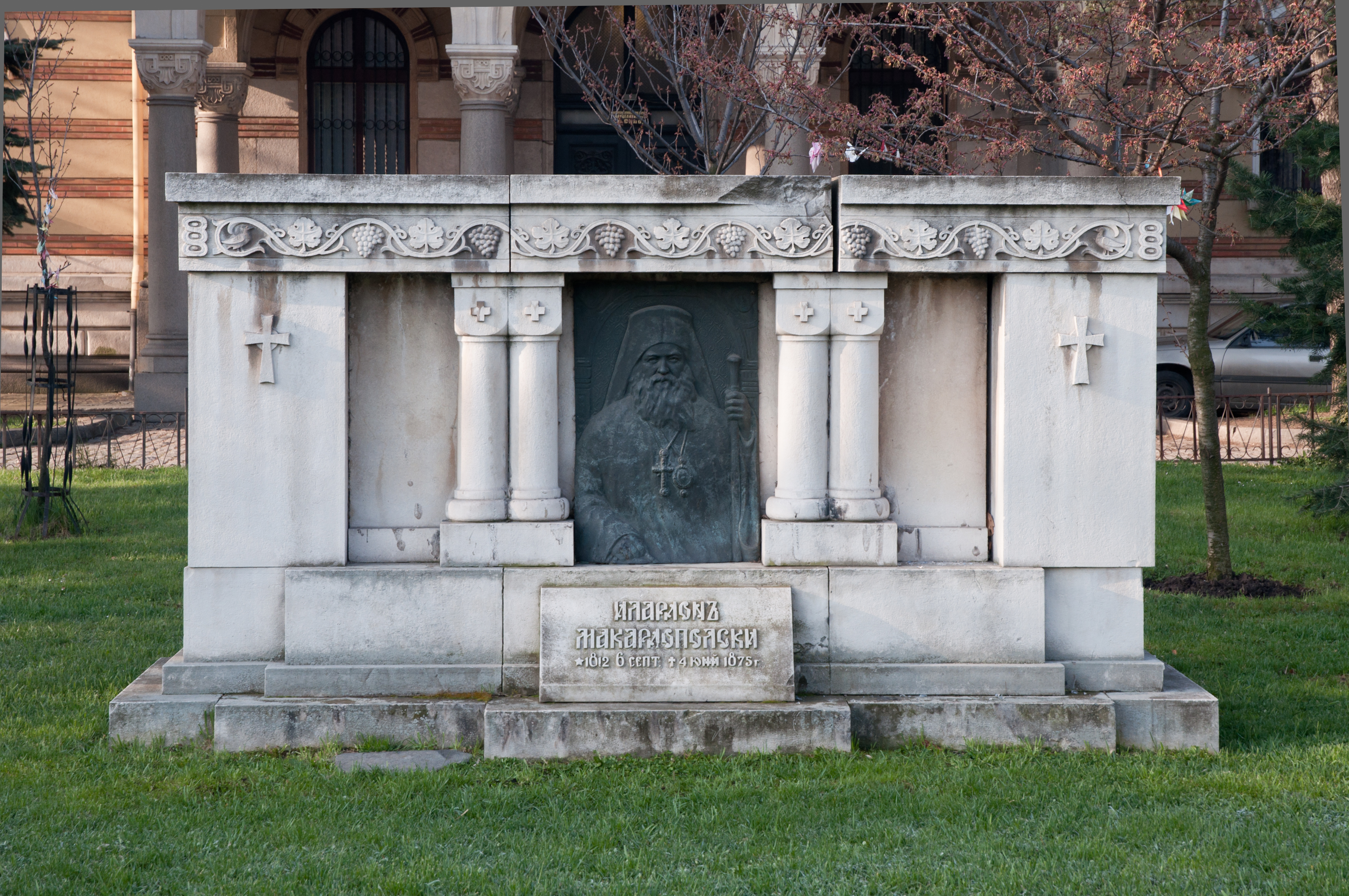
Пам'ятник Іларіону Макаріопольському у Софії, Болгарія